# Senecio elgaumensis
Senecio elgaumensis là một loài thực vật có hoa trong họ Cúc. Loài này được C.B.Clarke miêu tả khoa học đầu tiên.